# Poco (band)

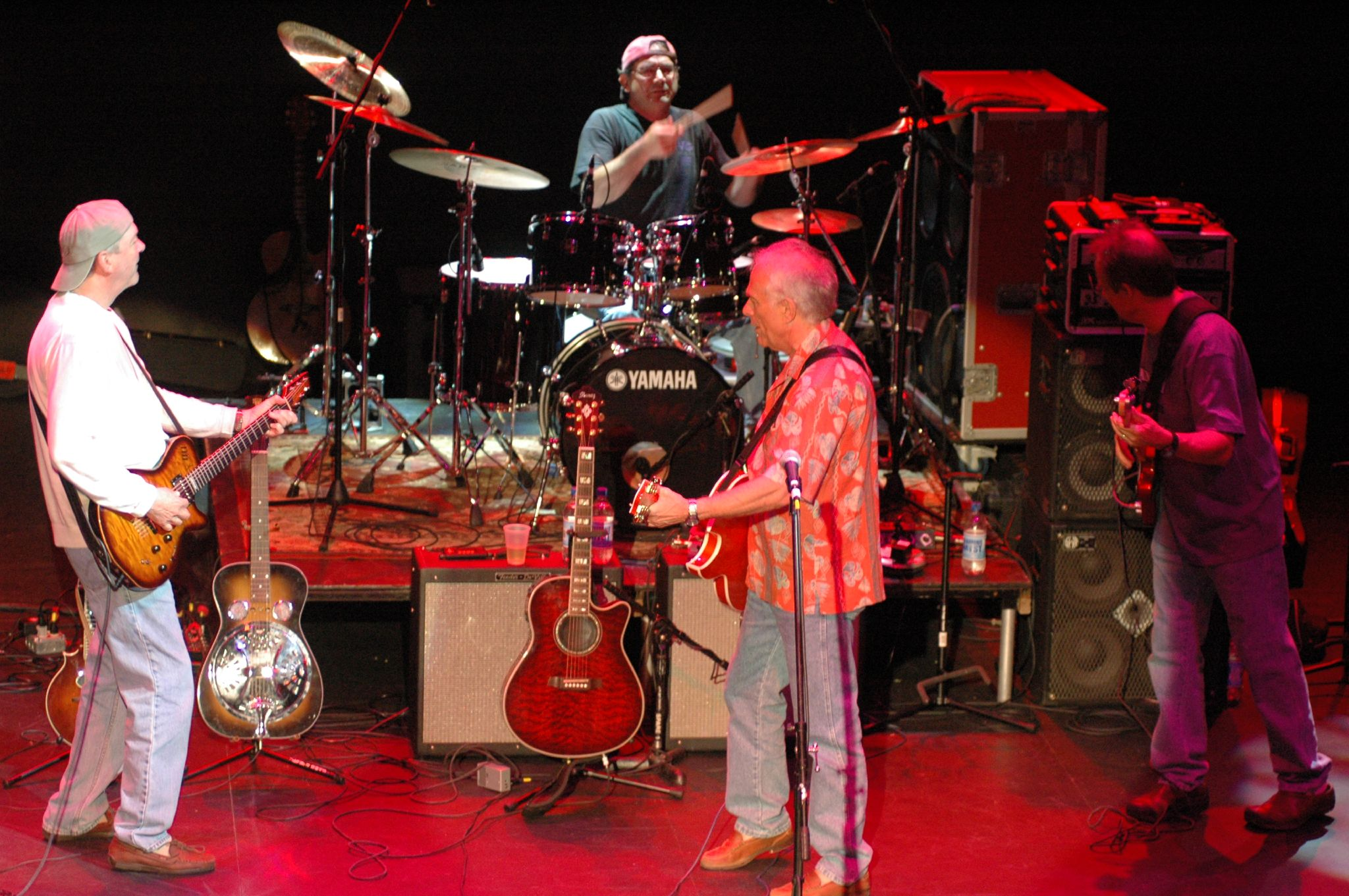
Poco in 2007

Poco is een Amerikaanse countryrockband, ontstaan in 1968 na het uiteenvallen van Buffalo Springfield.

## Geschiedenis

### Eerste jaren
De eerste bezetting bestond naast de oud Buffalo Springfield-leden zanger en slaggitarist Richie Furay en Jim Messina (leadgitaar en zang) uit Rusty Young, (steelgitaar en dobro), George Grantham (drums en zang) en Randy Meisner (basgitaar en zang). Laatstgenoemde verliet de band al vóór het uitkomen van de eerste LP, Pickin'up the pieces. Hij zou na enkele zijpaden meehelpen om de groep The Eagles op te richten; Timothy B. Schmit volgde hem op. De albums Poco (1971) en Deliverin'  (1972) volgden in deze bezetting, waarna medio oktober 1972 Messina de band verliet om met Kenny Loggins het duo Loggins & Messina op te richten. Paul Cotton volgde hem op en bracht wat meer rock-'n-roll met zich mee. De volgende drie LP's "From the inside", "A good feelin' to know" en "Crazy Eyes" waren verschenen toen Furay begin 1974, teleurgesteld in het succes, de band verliet om in Souther-Hillman-Furay Band op te duiken en eindelijk die hit te scoren waar hij zo naar verlangde. 

### Na het vertrek van Richie Furay
De derde periode van de band begon met het overgangsalbum Seven, waarna Cantamos verscheen, een album dat voor het eerst de songwriter-talenten van Rusty Young laat horen. Live was vervolgens een verplicht nummer om de platenmaatschappij tevreden te stellen maar die laat wel een band in topvorm horen. Bij ABC verschenen vervolgens Head over heels, Rose of cimarron en Indian Summer, waarna in 1977 Schmit en Grantham na een succesvolle tour waarvan de opnames veel later pas zouden verschijnen op het album The last round up, Poco verlieten. Opvallend was het vertrek van Schmit naar The Eagles. Was hij eerder Randy Meisner als bassist bij Poco opgevolgd, nam hij opnieuw zijn plaats over, ditmaal bij The Eagles.
Paul Cotton en Rusty Young hieven Poco op, maar hun beider solocarrière kwam niet van de grond. Samen maakten ze vervolgens een doorstart met Poco, nu met Steve Chapman en Charlie Harrison. Het viertal nam Legend op in 1979 waarop de hits Heart of the night en Crazy love staan. Deze laatste werd een millionseller en bracht Poco eindelijk het succes waar de band zo lang naar zocht. Kim Bullard versterkte de groep medio 1980 en nam met hen vier albums: Under the gun, een gehaast vervolg op Legend; Blue and gray een conceptalbum over de Amerikaanse burgeroorlog; Cowboys and Englishmen , een verzamelalbum met covers gemaakt voor het label, en Ghost town op. Op het daarop volgende album Inamorata uit 1984 verzorgden Furay, Schmit en Grantham backingvocals.
Legacy uit 1989 (geproduceerd door Richard Marx), met de grote hit Call it love, is een reunië van de oorspronkelijke bezetting met Randy Meisner en Jim Messina. In Nederland was de plaat Call it love op donderdag 28 september 1989 TROS Paradeplaat op Radio 3 en werd mede hierdoor een radiohit in de destijds twee hitlijsten op de nationale publieke popzender (de Nationale Hitparade Top 100 en de Nederlandse Top 40).

### Heden
Poco bestaat en toert nog steeds. De groep brengt albums  uit op cd en vinyl en toert door Europa, de Verenigde Staten en Canada. Daarnaast werken de leden aan soloprojecten. De huidige bezetting luidt: stichtend lid Rusty Young, oudgedienden Paul Cotton (sinds 1973), Jack Sundrud (sinds 1987) (basgitaar en zang). Als drummer nieuweling  George Lawrence omdat George Grantham tijdens een concert in 2004 een beroerte kreeg. Poco's recentste albums zijn Running horse (2003), Keeping the legend alive, inclusief dvd (2004), Bareback at big sky (2005, een unplugged cd), The Wildwood sessions (2006) en de pas teruggevonden liveopnames uit 1977 met Grantham, Schmit en een surpriseoptreden van Furray: The last roundup (2006).
In 2009 vond er een reünie plaats met Timothy B. Schmit, Richie Furay en Jim Messina tijdens een Amerikaans countryfestival (Stagecoach). In april 2010 stapte Paul Cotton uit Poco. Hij werd vervangen door keyboardspeler en zanger Micheal Webb. In deze bezetting werd in 2013 het album All fired up uitgebracht. 
Daarna werd de band door Rusty Young op een laag pitje gezet, zodat hij tijd kon maken om  in 2017 zijn eerste soloalbum (Waitin' for the sun) op te nemen en uit te brengen. Daarna komt de band met enige regelmaat bij elkaar voor optredens.
Rusty Young overleed op 14 april 2021 op 75-jarige leeftijd aan een hartaanval.
Paul Cotton overleed in augustus 2021 op 78-jarige leeftijd.

## Discografie

### Albums
| Album met eventuele hitnotering(en) in de Nederlandse Album Top 100 | Datum van verschijnen | Datum van binnenkomst | Hoogste positie | Aantal weken | Opmerkingen                                    |
| ------------------------------------------------------------------- | --------------------- | --------------------- | --------------- | ------------ | ---------------------------------------------- |
| Pickin' up the pieces                                               | 1969                  |                       |                 |              |                                                |
| Poco                                                                | 1970                  |                       |                 |              |                                                |
| Deliverin'                                                          | 1971                  |                       |                 |              |                                                |
| From the inside                                                     | 1972                  |                       |                 |              |                                                |
| A good feelin' to know                                              | 1973                  |                       |                 |              |                                                |
| Crazy eyes                                                          | 1973                  |                       |                 |              |                                                |
| Seven                                                               | 1974                  |                       |                 |              |                                                |
| Cantamos                                                            | 1974                  |                       |                 |              |                                                |
| Head over heels                                                     | 1975                  |                       |                 |              |                                                |
| Live                                                                | 1976                  |                       |                 |              |                                                |
| Rose of cimarron                                                    | 1976                  |                       |                 |              |                                                |
| Indian summer                                                       | 1977                  |                       |                 |              |                                                |
| The last roundup                                                    | 1977                  |                       |                 |              | uiteindelijk pas in 2002 uitgebracht           |
| Legend                                                              | 1978                  |                       |                 |              |                                                |
| Under the gun                                                       | 1980                  |                       |                 |              |                                                |
| Blue and gray                                                       | 1981                  |                       |                 |              |                                                |
| Cowboys and Englishmen                                              | 1982                  |                       |                 |              |                                                |
| Ghost town                                                          | 1982                  |                       |                 |              |                                                |
| Inamorata                                                           | 1984                  |                       |                 |              | guest stars: Richie Furay en Timothy B. Schmit |
| Legacy                                                              | 1989                  |                       |                 |              | originele bezetting uit 1968                   |
| On the country side                                                 | 1996                  |                       |                 |              |                                                |
| Take two                                                            | 2001                  |                       |                 |              |                                                |
| Running horse                                                       | 2002                  |                       |                 |              |                                                |
| Keeping the legend alive                                            | 2004                  |                       |                 |              |                                                |
| Bareback at big sky                                                 | 2005                  |                       |                 |              |                                                |
| The wildwood sessions                                               | 2006                  |                       |                 |              |                                                |
| All fired up                                                        | 2013                  |                       |                 |              |                                                |

### Singles
| Single met eventuele hitnotering(en) in de Nederlandse Top 40 | Datum van verschijnen | Datum van binnenkomst | Hoogste positie | Aantal weken | Opmerkingen                                                      |
| ------------------------------------------------------------- | --------------------- | --------------------- | --------------- | ------------ | ---------------------------------------------------------------- |
| Rose of Cimarron                                              |                       | 16-10-1976            | tip             |              |                                                                  |
| Call It Love                                                  |                       | 21-10-1989            | 15              | 7            | TROS Paradeplaat Radio 3 / #20 in de Nationale Hitparade Top 100 |

### NPO Radio 2 Top 2000
| Nummer met noteringen in de NPO Radio 2 Top 2000 | '99  | '00-'01 | '02  | '03  | '04  | '05  | '06  | '07 | '08  |
| ------------------------------------------------ | ---- | ------- | ---- | ---- | ---- | ---- | ---- | --- | ---- |
| Rose of Cimarron                                 | 1466 | -       | 1361 | 1329 | 1584 | 1424 | 1581 | -   | 1820 |

1. ↑  Een '-' betekent dat het nummer niet was genoteerd en een vetgedrukt getal geeft de hoogste notering aan.
2. ↑  Deze tabel is bijgewerkt tot en met de laatste editie (2024).